# رتبه‌بندی دانشگاه‌های جهان

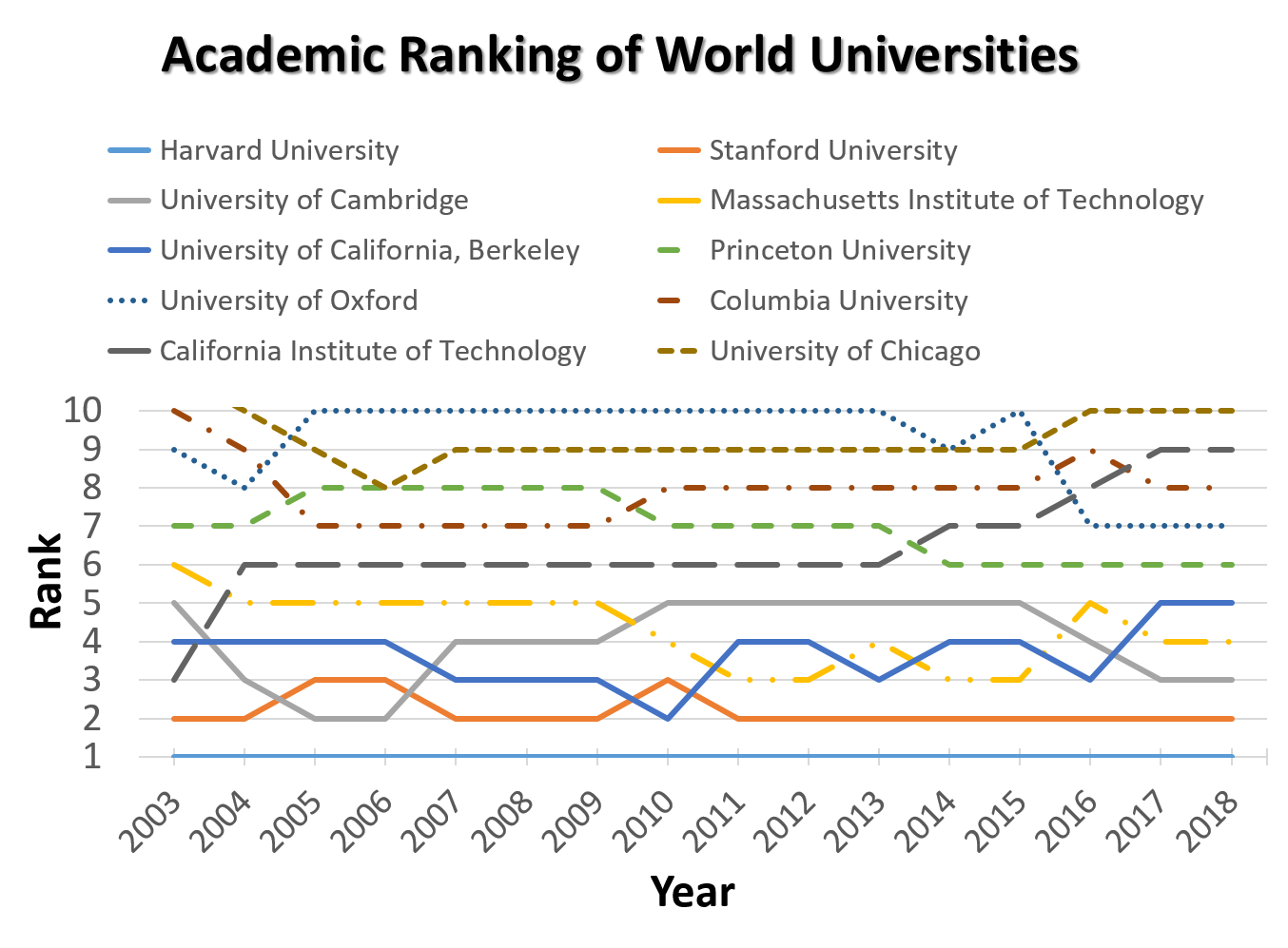
رتبه‌بندی آکادمیک دانشگاه‌های جهان، ۲۰۰۳–۲۰۱۸

رتبه‌بندی آکادمیک دانشگاه‌های جهان (به انگلیسی: Academic Ranking of World Universities) که با نام رتبه‌بندی شانگهای (به انگلیسی: Shanghai Ranking) نیز شناخته می‌شود، یکی از انتشارات سالانه رتبه‌بندی دانشگاه‌های جهان است. این رتبه‌بندی در ابتدا توسط دانشگاه جیائو تونگ شانگهای در سال ۲۰۰۳ گردآوری و صادر شد و آن را به اولین رتبه‌بندی دانشگاه‌های جهان با شاخص‌های مختلف تبدیل کرد. اکنون (۲۰۲۴ میلادی) این نظام رتبه بندی؛ استانداردترین، پراستنادترین و معتبرترین رتبه‌بندی دانشگاه های جهان است.
از سال ۲۰۰۹، این رتبه‌بندی توسط مشاوره رتبه‌بندی شانگهای، سازمانی متمرکز بر آموزش عالی که از نظر قانونی زیرمجموعه هیچ دانشگاه یا سازمان دولتی نیست، منتشر شده و دارای حق چاپ است. در سال ۲۰۱۱، یک هیئت مشاوره بین‌المللی متشکل از محققان و پژوهشگران برای ارائه پیشنهادها ایجاد شد. رتبه‌بندی شانگهای در کنار رتبه‌بندی دانشگاهی کیواس و رتبه‌بندی تایمز به عنوان یکی از سه رتبه‌بندی دانشگاهی بانفوذ و پربازدید در نظر گرفته می‌شود.

## تاریخچه
ایده اولیه رتبه‌بندی دانشگاه‌ها و مراکز آموزش عالی جهان توسط دانشگاه شانگهای جیاتانگ در سال ۱۹۹۸ پایه‌گذاری گردید. طرح این ایده در پاسخ به دغدغه رئیس‌جمهور وقت چین بود که تأکید داشت تعدادی از دانشگاه‌های چین بایستی در سطح بین‌المللی فعال باشند و در شمار دانشگاه‌های برتر جهان محسوب شوند؛ بنابراین در راستای دستیابی به هدف فوق، سیاست گذاران چینی تصمیم گرفتند ابتدا مدلی برای رتبه‌بندی دانشگاه‌های جهان طراحی نمایند و سپس با بهره‌گیری از نتایج آن؛ نخست جایگاه دانشگاه‌های چین در مقایسه با سایر دانشگاه‌های جهان مشخص شود، دوم نقاط قوت و ضعف دانشگاه‌های چین براساس نتایج حاصل شناسایی شود و در نهایت برای بهبود وضعیت و ارتقاء جایگاه دانشگاه‌های چین در رتبه‌بندی جهانی اقدام‌های لازم تدوین گردد. از این رو طی پروژه‌ای به دانشگاه شانگهای جیاتانگ مأموریت داده شد دانشگاه‌های جهان را رتبه‌بندی کند و جایگاه دانشگاه‌های چینی را در سطح جهانی مشخص نماید. در واقع هدف این رتبه‌بندی اندازه‌گیری فاصله و شکاف دانشگاه‌های چین و دانشگاه‌های برتر دنیا و همچنین برنامه‌ریزی در جهت کاهش فاصله و بهبود کیفیت دانشگاه‌های چینی و ارتقاء جایگاه آن‌ها در سطح بین‌المللی بود.
بنابراین سرانجام نتایج رتبه‌بندی دانشگاه‌های جهان توسط نظام رتبه‌بندی دانشگاه شانگهای که به رتبه‌بندی علمی دانشگاه‌های جهان شهرت یافت، برای اولین بار در سال ۲۰۰۳، در سطح بین‌المللی منتشر گردید و از آن سال به بعد به‌طور سالانه به روز می‌شود.
نظام رتبه‌بندی علمی دانشگاه‌های جهان بر مبنای این فرض که نمی‌توان همه دانشگاه‌های جهان را با هم مقایسه کرد، تمرکز و جامعه هدف خود را بر دانشگاه‌های تحقیقاتی برتر دنیا قرار داده‌است. به‌طور کلی دانشگاه‌هایی که دارای جایزه نوبل، پژوهشگران دارای استناد بالا یا مقاله‌های منتشر شده در مجله‌های نیچر (nature) و ساینس (science) هستند، در این رتبه‌بندی مورد بررسی قرار می‌گیرند. علاوه بر این دانشگاه‌هایی که دارای تعداد زیادی مقاله‌های نمایه شده در نمایه گسترده استنادی علوم و نمایه استنادی علوم اجتماعی هستند نیز توسط این نظام رتبه‌بندی، مورد ارزیابی قرار می‌گیرند؛ بنابراین از بین دانشگاه فعال جهان حدود ۱۰۰۰ دانشگاه در این رتبه‌بندی بررسی می‌شوند و در نهایت در جدول رتبه‌بندی لیست ۵۰۰ دانشگاه برتر دنیا منتشر می‌شود.

## معیارها و شاخص‌های نظام رتبه‌بندی شانگهای
نظام رتبه‌بندی دانشگاه شانگهای به منظور انجام ارزیابی دقیق تر از عملکرد دانشگاه و ارائه رتبه‌بندی جامع از جایگاه دانشگاه در سطح جهانی، ۴ معیار کیفیت آموزش، کیفیت اعضاء هیئت علمی، خروجی‌های پژوهش و سرانه عملکرد دانشگاه را برای بررسی عملکرد دانشگاه تعریف کرده‌است. به عبارت دیگر در این نظام، دانشگاه‌ها براساس میزان موفقیت در هر یک از معیارهای چهارگانه رتبه‌بندی می‌گردند، با توجه به اینکه معیارهای چهارگانه فوق کلی هستند و قابلیت اندازه‌گیری کمتری دارند از این رو نظام رتبه‌بندی شانگهای برای هر یک از معیارهای فوق چند شاخص ارائه کرده‌است.

## لیست ۱۰۰ دانشگاه برتر دنیا
| دانشگاه                                  | ۲۰۰۳    | ۲۰۰۴    | ۲۰۰۵    | ۲۰۰۶    | ۲۰۰۷    | ۲۰۰۸    | ۲۰۰۹    | ۲۰۱۰    | ۲۰۱۱    | ۲۰۱۲    | ۲۰۱۳    | ۲۰۱۴ | ۲۰۱۶ |
| ---------------------------------------- | ------- | ------- | ------- | ------- | ------- | ------- | ------- | ------- | ------- | ------- | ------- | ---- | ---- |
| دانشگاه هاروارد                          | ۱       | ۱       | ۱       | ۱       | ۱       | ۱       | ۱       | ۱       | ۱       | ۱       | ۱       | ۱    | ۱    |
| دانشگاه استنفورد                         | ۲       | ۲       | ۳       | ۳       | ۲       | ۲       | ۲       | ۳       | ۲       | ۲       | ۲       | ۲    | ۲    |
| دانشگاه کمبریج                           | ۵       | ۳       | ۲       | ۲       | ۴       | ۴       | ۴       | ۵       | ۵       | ۵       | ۵       | ۵    | ۴    |
| دانشگاه کالیفرنیا                        | ۴       | ۴       | ۴       | ۴       | ۳       | ۳       | ۳       | ۲       | ۴       | ۴       | ۳       | ۴    | ۳    |
| مؤسسه فناوری ماساچوست                    | ۶       | ۵       | ۵       | ۵       | ۵       | ۵       | ۵       | ۴       | ۳       | ۳       | ۴       | ۳    | ۵    |
| دانشگاه پرینستون                         | ۷       | ۷       | ۸       | ۸       | ۸       | ۸       | ۸       | ۷       | ۷       | ۷       | ۷       | ۶    | ۶    |
| دانشگاه آکسفورد                          | ۹       | ۸       | ۱۰      | ۱۰      | ۱۰      | ۱۰      | ۱۰      | ۱۰      | ۱۰      | ۱۰      | ۱۰      | ۹    | ۷    |
| مؤسسه فناوری کالیفرنیا                   | ۳       | ۶       | ۶       | ۶       | ۶       | ۶       | ۶       | ۶       | ۶       | ۶       | ۶       | ۷    | ۸    |
| دانشگاه کلمبیا                           | ۱۰      | ۹       | ۷       | ۷       | ۷       | ۷       | ۷       | ۸       | ۸       | ۸       | ۸       | ۸    | ۹    |
| دانشگاه شیکاگو                           | ۱۱      | ۱۰      | ۹       | ۸       | ۹       | ۹       | ۹       | ۹       | ۹       | ۹       | ۹       | ۹    | ۱۰   |
| دانشگاه ییل                              | ۸       | ۱۱      | ۱۱      | ۱۱      | ۱۱      | ۱۱      | ۱۱      | ۱۱      | ۱۱      | ۱۱      | ۱۱      | ۱۱   | ۱۱   |
| دانشگاه کالیفرنیا، لس آنجلس              | ۱۵      | ۱۶      | ۱۴      | ۱۴      | ۱۳      | ۱۳      | ۱۳      | ۱۳      | ۱۲      | ۱۲      | ۱۲      | ۱۲   | ۱۲   |
| دانشگاه کرنل                             | ۱۲      | ۱۲      | ۱۲      | ۱۲      | ۱۲      | ۱۲      | ۱۲      | ۱۲      | ۱۳      | ۱۳      | ۱۳      | ۱۳   | ۱۳   |
| دانشگاه کالیفرنیا، سن دیگو               | ۱۴      | ۱۳      | ۱۳      | ۱۳      | ۱۴      | ۱۴      | ۱۴      | ۱۴      | ۱۵      | ۱۵      | ۱۴      | ۱۴   | ۱۴   |
| دانشگاه واشینگتن                         | ۱۶      | ۲۰      | ۱۷      | ۱۷      | ۱۶      | ۱۶      | ۱۶      | ۱۶      | ۱۶      | ۱۶      | ۱۶      | ۱۵   | ۱۵   |
| دانشگاه جانز هاپکینز                     | ۲۴      | ۲۲      | ۱۹      | ۲۰      | ۱۹      | ۲۰      | ۱۹      | ۱۸      | ۱۸      | ۱۷      | ۱۷      | ۱۷   | ۱۶   |
| کالج دانشگاهی لندن                       | ۲۰      | ۲۵      | ۲۶      | ۲۶      | ۲۵      | ۲۲      | ۲۱      | ۲۱      | ۲۰      | ۲۱      | ۲۱      | ۲۰   | ۱۷   |
| دانشگاه پنسیلوانیا                       | ۱۸      | ۱۵      | ۱۵      | ۱۵      | ۱۵      | ۱۵      | ۱۵      | ۱۵      | ۱۴      | ۱۴      | ۱۵      | ۱۶   | ۱۸   |
| انستیتو تکنولوژی فدرال زوریخ             | ۲۵      | ۲۷      | ۲۷      | ۲۷      | ۲۷      | ۲۴      | ۲۳      | ۲۳      | ۲۳      | ۲۳      | ۲۰      | ۱۹   | ۱۹   |
| دانشگاه توکیو                            | ۱۹      | ۱۴      | ۲۰      | ۱۹      | ۲۰      | ۱۹      | ۲۰      | ۲۰      | ۲۱      | ۲۰      | ۲۱      | ۲۱   | ۲۰   |
| دانشگاه کالیفرنیا، سانفرانسیسکو          | ۱۳      | ۱۷      | ۱۸      | ۱۸      | ۱۸      | ۱۸      | ۱۸      | ۱۸      | ۱۷      | ۱۸      | ۱۸      | ۱۸   | ۲۱   |
| کالج سلطنتی لندن                         | ۱۷      | ۲۳      | ۲۳      | ۲۳      | ۲۳      | ۲۷      | ۲۶      | ۲۶      | ۲۴      | ۲۴      | ۲۴      | ۲۲   | ۲۲   |
| دانشگاه میشیگان                          | ۲۱      | ۱۹      | ۲۱      | ۲۱      | ۲۱      | ۲۱      | ۲۲      | ۲۲      | ۲۲      | ۲۲      | ۲۳      | ۲۲   | ۲۳   |
| دانشگاه واشینگتن در سن‌لوئیس              | ۲۲      | ۲۸      | ۲۸      | ۲۸      | ۲۸      | ۲۹      | ۲۹      | ۳۰      | ۳۱      | ۳۱      | ۳۲      | ۳۲   | ۲۴   |
| دانشگاه دوک                              | ۳۲      | ۳۱      | ۳۲      | ۳۱      | ۳۲      | ۳۲      | ۳۱      | ۳۵      | ۳۵      | ۳۶      | ۳۱      | ۳۱   | ۲۵   |
| دانشگاه نورت‌وسترن                        | ۲۹      | ۳۰      | ۳۱      | ۳۳      | ۲۹      | ۳۰      | ۳۰      | ۲۹      | ۳۰      | ۳۰      | ۳۰      | ۲۸   | ۲۶   |
| دانشگاه تورنتو                           | ۲۳      | ۲۴      | ۲۴      | ۲۴      | ۲۳      | ۲۴      | ۲۷      | ۲۷      | ۲۶      | ۲۷      | ۲۸      | ۲۴   | ۲۷   |
| دانشگاه ویسکانسین-مدیسن                  | ۲۷      | ۱۸      | ۱۶      | ۱۶      | ۱۷      | ۱۷      | ۱۷      | ۱۷      | ۱۹      | ۱۹      | ۱۹      | ۲۴   | ۲۸   |
| دانشگاه نیویورک                          | ۵۵      | ۳۲      | ۲۹      | ۲۹      | ۳۰      | ۳۱      | ۳۲      | ۳۱      | ۲۹      | ۲۷      | ۲۷      | ۲۷   | ۲۹   |
| دانشگاه کپنهاگ                           | ۶۵      | ۵۹      | ۵۷      | ۵۶      | ۴۶      | ۴۵      | ۴۳      | ۴۰      | ۴۳      | ۴۴      | ۴۲      | ۳۹   | ۳۰   |
| دانشگاه ایلینوی در اربانا-شمپین          | ۴۵      | ۲۵      | ۲۵      | ۲۵      | ۲۶      | ۲۶      | ۲۵      | ۲۵      | ۲۵      | ۲۵      | ۲۵      | ۲۸   | ۳۱   |
| دانشگاه کیوتو                            | ۳۰      | ۲۱      | ۲۲      | ۲۲      | ۲۲      | ۲۳      | ۲۴      | ۲۴      | ۲۷      | ۲۶      | ۲۶      | ۲۶   | ۳۲   |
| دانشگاه مینه سوتا                        | ۳۷      | ۳۳      | ۳۲      | ۳۲      | ۳۳      | ۲۸      | ۲۸      | ۲۸      | ۲۸      | ۲۹      | ۲۹      | ۳۰   | ۳۳   |
| دانشگاه بریتیش کلمبیا                    | ۳۵      | ۳۶      | ۳۷      | ۳۶      | ۳۶      | ۳۵      | ۳۶      | ۳۶      | ۳۷      | ۳۹      | ۴۰      | ۳۷   | ۳۴   |
| دانشگاه منچستر                           | ۸۹      | ۷۸      | ۵۳      | ۵۰      | ۴۸      | ۴۰      | ۴۱      | ۴۴      | ۳۸      | ۴۰      | ۴۱      | ۳۸   | ۳۵   |
| دانشگاه کارولینای شمالی در چپل هیل       | ۵۲      | ۵۶      | ۵۵      | ۵۹      | ۵۸      | ۳۸      | ۳۹      | ۴۱      | ۴۲      | ۴۱      | ۴۳      | ۳۶   | ۳۶   |
| دانشگاه راکفلر                           | ۲۸      | ۲۹      | ۳۰      | ۳۰      | ۳۰      | ۳۲      | ۳۲      | ۳۴      | ۳۳      | ۳۲      | ۳۴      | ۳۳   | ۳۷   |
| دانشگاه کلرادو در بولدر                  | ۳۱      | ۳۴      | ۳۵      | ۳۴      | ۳۴      | ۳۴      | ۳۴      | ۳۲      | ۳۲      | ۳۳      | ۳۳      | ۳۴   | ۳۸   |
| دانشگاه پیر و ماری کوری                  | ۶۵      | ۴۱      | ۴۶      | ۴۵      | ۳۹      | ۴۲      | ۴۰      | ۳۹      | ۴۱      | ۴۲      | ۳۷      | ۳۵   | ۳۹   |
| دانشگاه ملبورن                           | ۹۲      | ۸۲      | ۸۲      | ۷۸      | ۷۹      | ۷۳      | ۷۵      | ۶۲      | ۶۰      | ۵۷      | ۵۴      | ۴۴   | ۴۰   |
| دانشگاه ادینبورگ                         | ۴۳      | ۴۷      | ۴۷      | ۵۲      | ۵۳      | ۵۵      | ۵۳      | ۵۴      | ۵۳      | ۵۱      | ۵۱      | ۴۵   | ۴۱   |
| دانشگاه کالیفرنیا، سانتا باربارا         | ۲۶      | ۳۵      | ۳۴      | ۳۵      | ۳۵      | ۳۶      | ۳۵      | ۳۲      | ۳۳      | ۳۴      | ۳۵      | ۴۱   | ۴۲   |
| دانشگاه تگزاس در دالاس                   | ۳۴      | ۳۶      | ۳۸      | ۳۸      | ۳۹      | ۴۱      | ۴۸      | ۴۹      | ۵۱      | ۴۸      | ۴۶      | ۴۵   | ۴۳   |
| انستیتوی کارولینسکا                      | ۳۹      | ۴۶      | ۴۵      | ۴۸      | ۵۳      | ۵۱      | ۵۰      | ۴۲      | ۴۴      | ۴۲      | ۴۴      | ۴۷   | ۴۴   |
| دانشگاه تگزاس در آستین                   | ۴۷      | ۴۰      | ۳۶      | ۳۹      | ۳۸      | ۳۹      | ۳۸      | ۳۸      | ۳۵      | ۳۵      | ۳۶      | ۳۹   | ۴۵   |
| دانشگاه پاریس-جنوب                       | ۷۲      | ۴۸      | ۶۱      | ۶۴      | ۵۲      | ۴۹      | ۴۳      | ۴۵      | ۴۰      | ۳۷      | ۳۹      | ۴۲   | ۴۶   |
| دانشگاه هایدلبرگ                         | ۵۸      | ۶۴      | ۷۱      | ۶۶      | ۶۵      | ۶۷      | ۶۳      | ۶۳      | ۶۲      | ۶۲      | ۵۴      | ۴۹   | ۴۷   |
| دانشگاه فنی مونیخ                        | ۶۰      | ۴۵      | ۵۲      | ۵۴      | ۵۶      | ۵۷      | ۵۷      | ۵۶      | ۴۷      | ۵۳      | ۵۰      | ۵۳   | ۴۸   |
| دانشگاه کالیفرنیای جنوبی                 | ۴۰      | ۴۸      | ۵۰      | ۴۷      | ۵۰      | ۵۰      | ۴۶      | ۴۶      | ۴۶      | ۴۶      | ۴۷      | ۵۱   | ۴۹   |
| دانشگاه کینگز لندن                       | ۷۵      | ۷۷      | ۸۰      | ۸۳      | ۸۳      | ۸۱      | ۶۵      | ۶۳      | ۶۸      | ۶۸      | ۶۷      | ۵۹   | ۵۰   |
| دانشگاه مونیخ                            | ۴۸      | ۵۱      | ۵۱      | ۵۱      | ۵۳      | ۵۵      | ۵۵      | ۵۲      | ۵۴      | ۶۰      | ۶۱      | ۴۹   | ۵۱   |
| دانشگاه مریلند در کالج پارک              | ۷۵      | ۵۷      | ۴۷      | ۳۷      | ۳۷      | ۳۷      | ۳۷      | ۳۶      | ۳۸      | ۳۸      | ۳۸      | ۴۳   | ۵۲   |
| دانشگاه ژنو                              | ۱۵۲–۲۰۰ | ۱۰۱–۱۵۲ | ۱۰۱–۱۵۲ | ۱۰۲–۱۵۰ | ۱۰۲–۱۵۰ | ۱۰۱–۱۵۱ | ۱۰۱–۱۵۱ | ۱۰۱–۱۵۰ | ۷۳      | ۶۹      | ۶۹      | ۶۶   | ۵۳   |
| دانشگاه زوریخ                            | ۴۵      | ۵۷      | ۵۷      | ۵۸      | ۵۸      | ۵۳      | ۵۴      | ۵۱      | ۵۶      | ۵۹      | ۶۰      | ۵۶   | ۵۴   |
| دانشگاه کوئینزلند                        | ۱۰۲–۱۵۱ | ۱۰۱–۱۵۲ | ۱۰۱–۱۵۲ | ۱۰۲–۱۵۰ | ۱۰۲–۱۵۰ | ۱۰۱–۱۵۱ | ۱۰۱–۱۵۱ | ۱۰۱–۱۵۰ | ۸۶      | ۹۰      | ۸۵      | ۸۵   | ۵۵   |
| دانشگاه هلسینکی                          | ۷۴      | ۷۲      | ۷۶      | ۷۴      | ۷۳      | ۶۸      | ۷۲      | ۷۲      | ۷۴      | ۷۳      | ۷۶      | ۷۳   | ۵۶   |
| دانشگاه بریستول                          | ۵۵      | ۶۰      | ۶۴      | ۶۲      | ۶۲      | ۶۱      | ۶۱      | ۶۶      | ۷۰      | ۷۰      | ۶۴      | ۶۳   | ۵۷   |
| دانشگاه چینهوا                           |         |         |         |         |         |         |         |         |         |         |         |      | ۵۸   |
| دانشگاه کالیفرنیا، ارواین                | ۴۴      | ۵۵      | ۴۷      | ۴۴      | ۴۵      | ۴۶      | ۴۶      | ۴۶      | ۴۸      | ۴۵      | ۴۵      | ۴۷   | ۵۹   |
| دانشگاه اوپسالا                          | ۵۹      | ۷۴      | ۶۰      | ۶۵      | ۶۶      | ۷۱      | ۷۶      | ۶۶      | ۶۷      | ۷۳      | ۷۳      | ۶۰   | ۶۰   |
| دانشگاه وندربیلت                         | ۳۲      | ۳۸      | ۳۹      | ۴۱      | ۴۱      | ۴۲      | ۴۱      | ۵۳      | ۵۲      | ۵۰      | ۴۹      | ۵۴   | ۶۱   |
| دانشگاه گنت                              | ۹۹      | ۱۰۱–۱۵۲ | ۱۰۱–۱۵۲ | ۱۰۲–۱۵۰ | ۱۰۲–۱۵۰ | ۱۰۱–۱۵۱ | ۱۰۱–۱۵۱ | ۹۰      | ۸۹      | ۸۹      | ۸۵      | ۷۰   | ۶۲   |
| دانشگاه مک گیل                           | ۷۹      | ۶۱      | ۶۷      | ۶۲      | ۶۳      | ۶۰      | ۶۵      | ۶۱      | ۶۴      | ۶۳      | ۵۸      | ۶۷   | ۶۳   |
| دانشگاه پردو                             | ۸۰      | ۷۱      | ۷۵      | ۷۳      | ۶۸      | ۶۵      | ۶۵      | ۶۹      | ۶۱      | ۵۶      | ۵۷      | ۶۰   | ۶۴   |
| دانشگاه آرهوس                            | ۱۰۲–۱۵۱ | ۱۰۱–۱۵۲ | ۱۰۱–۱۵۲ | ۱۰۲–۱۵۰ | ۱۰۲–۱۵۰ | ۹۳      | ۹۷      | ۹۸      | ۸۶      | ۸۶      | ۸۱      | ۷۴   | ۶۵   |
| دانشگاه اوترخت                           | ۴۰      | ۳۹      | ۴۱      | ۴۰      | ۴۲      | ۴۷      | ۵۲      | ۵۰      | ۴۸      | ۵۳      | ۵۲      | ۵۷   | ۶۶   |
| دانشگاه اسلو                             | ۶۳      | ۶۸      | ۶۹      | ۶۸      | ۶۹      | ۶۴      | ۶۵      | ۷۵      | ۷۵      | ۶۷      | ۶۹      | ۶۹   | ۶۷   |
| دانشگاه کارنگی ملون                      | ۶۱      | ۶۲      | ۵۴      | ۵۶      | ۶۰      | ۶۲      | ۵۹      | ۵۸      | ۵۵      | ۵۱      | ۵۲      | ۶۲   | ۶۸   |
| تخنیون                                   | ۲۰۱–۳۰۰ | ۲۰۲–۳۰۱ | ۱۰۱–۱۵۲ | ۱۰۲–۱۵۰ | ۱۰۲–۱۵۰ | ۱۰۱–۱۵۱ | ۱۰۱–۱۵۱ | ۱۰۱–۱۵۱ | ۱۰۲–۱۵۰ | ۷۸      | ۷۷      | ۷۸   | ۶۹   |
| دانشگاه پیتسبورگ                         | ۵۳      | ۴۸      | ۴۳      | ۴۸      | ۴۹      | ۵۲      | ۵۰      | ۵۶      | ۵۷      | ۵۸      | ۶۱      | ۶۵   | ۷۰   |
| دانشگاه پکینگ                            |         |         |         |         |         |         |         |         |         |         |         |      | ۷۱   |
| دانشگاه ناگویا                           |         |         |         |         |         |         |         |         |         |         |         |      | ۷۲   |
| دانشگاه رایس                             | ۶۱      | ۷۵      | ۷۸      | ۸۷      | ۸۷      | ۹۷      | ۹۹      | ۹۹      | ۹۳      | ۹۱      | ۹۲      | ۸۲   | ۷۳   |
| دانشگاه گرونینگن                         | ۸۴      | ۱۰۱–۱۵۲ | ۱۰۱–۱۵۲ | ۱۰۲–۱۵۰ | ۱۰۲–۱۵۰ | ۱۰۱–۱۵۱ | ۱۰۱–۱۵۱ | ۱۰۱–۱۵۰ | ۱۰۲–۱۵۰ | ۱۰۱–۱۵۰ | ۹۲      | ۸۲   | ۷۴   |
| دانشگاه بوستون                           | ۹۸      | ۸۶      | ۸۰      | ۸۱      | ۸۳      | ۸۳      | ۷۴      | ۷۷      | ۷۶      | ۷۱      | ۷۵      | ۷۲   | ۷۵   |
| دانشگاه کالیفرنیا، دیویس                 | ۳۶      | ۴۲      | ۴۱      | ۴۲      | ۴۳      | ۴۸      | ۴۹      | ۴۶      | ۴۸      | ۴۷      | ۴۷      | ۵۵   | ۷۶   |
| دانشگاه ایالتی پنسیلوانیا                | ۴۰      | ۴۳      | ۳۹      | ۴۲      | ۴۳      | ۴۲      | ۴۵      | ۴۳      | ۴۵      | ۴۹      | ۵۴      | ۵۸   | ۷۷   |
| دانشگاه ملی استرالیا                     | ۴۹      | ۵۳      | ۵۶      | ۵۴      | ۵۷      | ۵۹      | ۵۹      | ۵۹      | ۷۰      | ۶۴      | ۶۶      | ۷۴   | ۷۸   |
| دانشگاه مانش                             |         |         |         |         |         |         |         |         |         |         |         |      | ۷۹   |
| دانشگاه ایالتی اوهایو                    | ۸۱      | ۷۳      | ۶۳      | ۶۶      | ۶۱      | ۶۲      | ۶۲      | ۵۹      | ۶۳      | ۶۵      | ۶۵      | ۶۴   | ۸۰   |
| دانشگاه استکهلم                          | ۱۰۲–۱۵۱ | ۹۷      | ۹۳      | ۸۴      | ۸۶      | ۸۶      | ۸۸      | ۷۹      | ۸۱      | ۸۱      | ۸۲      | ۷۸   | ۸۱   |
| دانشگاه سیدنی                            |         |         |         |         |         |         |         |         |         |         |         |      | ۸۲   |
| دانشگاه مک مستر                          | ۸۶      | ۸۸      | ۹۰      | ۹۰      | ۸۷      | ۸۹      | ۹۱      | ۸۸      | ۸۹      | ۹۲      | ۹۲      | ۹۰   | ۸۳   |
| دانشگاه ملی سنگاپور                      |         |         |         |         |         |         |         |         |         |         |         |      | ۸۴   |
| دانشگاه کالیفرنیا، سانتا کروز            | ۱۰۲–۱۵۱ | ۱۰۱–۱۵۲ | ۱۰۱–۱۵۲ | ۱۰۲–۱۵۰ | ۱۰۲–۱۵۰ | ۱۰۱–۱۵۱ | ۱۰۱–۱۵۱ | ۱۰۱–۱۵۰ | ۱۰۲–۱۵۰ | ۱۰۱–۱۵۰ | ۱۰۱–۱۵۰ | ۹۳   | ۸۵   |
| میو کلینیک                               |         |         |         |         |         |         |         |         |         |         |         |      | ۸۶   |
| اکول نرمال سوپریور                       | ۱۰۲–۱۵۱ | ۸۵      | ۹۳      | ۹۹      | ۸۳      | ۷۳      | ۷۰      | ۷۱      | ۶۹      | ۷۳      | ۷۱      | ۶۷   | ۸۷   |
| دانشگاه دولتی مسکو                       | ۱۰۲–۱۵۱ | ۶۶      | ۶۷      | ۷۰      | ۷۶      | ۷۰      | ۷۷      | ۷۴      | ۷۷      | ۸۰      | ۷۹      | ۸۴   | ۸۸   |
| دانشگاه عبری اورشلیم                     | ۹۴      | ۹۰      | ۷۸      | ۶۰      | ۶۴      | ۶۵      | ۶۴      | ۷۲      | ۵۷      | ۵۳      | ۵۹      | ۷۰   | ۸۹   |
| دانشگاه براون                            | ۴۹      | ۸۲      | ۸۶      | ۸۵      | ۷۰      | ۷۱      | ۶۹      | ۶۵      | ۶۵      | ۶۵      | ۶۷      | ۷۴   | ۹۰   |
| دانشگاه فلوریدا                          | ۷۵      | ۶۷      | ۵۷      | ۵۳      | ۵۱      | ۵۸      | ۵۸      | ۶۸      | ۷۲      | ۷۲      | ۷۱      | ۷۸   | ۹۱   |
| مؤسسه پلی‌تکنیک فدرال لوزان               | ۱۵۲–۲۰۰ | ۱۵۳–۲۰۱ | ۱۵۳–۲۰۲ | ۱۰۲–۱۵۰ | ۱۰۱–۱۵۱ | ۱۰۱–۱۵۱ | ۱۰۱–۱۵۰ | ۱۰۲–۱۵۰ | ۱۰۲–۱۵۰ | ۱۰۱–۱۵۰ | ۱۰۱–۱۵۰ | ۹۶   | ۹۲   |
| مؤسسه فناوری جورجیا                      | ۱۰۲–۱۵۱ | ۱۰۱–۱۵۲ | ۱۰۱–۱۵۲ | ۱۰۲–۱۵۰ | ۱۰۲–۱۵۰ | ۱۰۱–۱۵۱ | ۱۰۱–۱۵۱ | ۱۰۱–۱۵۰ | ۱۰۲–۱۵۰ | ۱۰۱–۱۵۰ | ۱۰۱–۱۵۰ | ۹۹   | ۹۳   |
| دانشگاه کاتولیک لون                      | ۱۰۲–۱۵۱ | ۱۰۱–۱۵۲ | ۱۰۱–۱۵۲ | ۱۰۲–۱۵۰ | ۱۰۲–۱۵۰ | ۱۰۱–۱۵۱ | ۱۰۱–۱۵۰ | ۱۰۱–۱۵۰ | ۱۰۲–۱۵۰ | ۱۰۱–۱۵۰ | ۱۰۱–۱۵۰ | ۹۶   | ۹۴   |
| دانشگاه لیدن                             | ۷۸      | ۶۳      | ۷۲      | ۷۲      | ۷۱      | ۷۶      | ۷۲      | ۷۰      | ۶۵      | ۷۳      | ۷۴      | ۷۷   | ۹۵   |
| دانشگاه اوساکا                           | ۵۳      | ۵۴      | ۶۲      | ۶۱      | ۶۷      | ۶۸      | ۷۱      | ۷۵      | ۸۲      | ۸۳      | ۸۵      | ۷۸   | ۹۶   |
| دانشگاه راتگرز                           | ۳۸      | ۴۴      | ۴۳      | ۴۶      | ۴۷      | ۵۴      | ۵۵      | ۵۴      | ۵۹      | ۶۱      | ۶۱      | ۵۲   | ۹۷   |
| مرکز سرطان ام. دی. اندرسون دانشگاه تگزاس |         |         |         |         |         |         |         |         |         |         |         |      | ۹۸   |
| دانشگاه استرالیای غربی                   | ۱۵۲–۲۰۰ | ۱۵۳–۲۰۱ | ۱۵۳–۲۰۲ | ۱۰۲–۱۵۰ | ۱۰۲–۱۵۰ | ۱۰۱–۱۵۱ | ۱۰۱–۱۵۱ | ۱۰۱–۱۵۰ | ۱۰۲–۱۵۰ | ۹۶      | ۹۱      | ۸۸   | ۹۹   |
| دانشگاه یوتا                             | ۸۱      | ۹۵      | ۹۳      | ۹۴      | ۹۳      | ۷۹      | ۸۰      | ۸۲      | ۷۹      | ۸۲      | ۸۵      | ۸۷   | ۱۰۰  |